# Valašské Klobouky (nádraží)
Valašské Klobouky je dopravna D3 (někdejší železniční stanice) na východním okraji města Valašské Klobouky v okrese Zlín ve Zlínském kraji nedaleko řeky Brumovky. Leží na neelektrizované jednokolejné trati Horní Lideč – Bylnice.

## Historie
Stanice byla otevřena 21. října 1928 v rámci zprovoznění tzv. Masarykovy dráhy z Bylnice, kudy od roku 1888 vedla trať Rakouské společnosti státní dráhy (StEG) z Uherského Brodu do Trenčianské Teplé, tzv. Vlárské dráhy směrem na Slovensko, do Vsetína prodloužením dráhy z roku 1885 a vybudováním dvou nových traťových větví: ve směru na Bylnici a na Púchov s uzlovou stanicí Horní Lideč. Za projekt zodpovídaly Československé státní dráhy.

## Popis
Nacházejí se zde dvě nekrytá jednostranná vnitřní nástupiště, k příchodu na nástupiště slouží přechody přes koleje. Stanice je vybavena elektronickým informačním systémem pro cestující.